# ملك وكتابة (فلم)
ملك وكتابة هو فيلم درامي مصري، من إنتاج الشركة المصرية لمدينة الإنتاج الإعلامي سنة 2006 وبطولة محمود حميدة وهند صبري ومن إخراج كاملة أبو ذكري، يتحدث عن أستاذ تمثيل مسرحي متعصب بالنظام يتعرض للخيانة من زوجته، تحركه شخصية ممثلة ناشئة حيث تنقله من العيش النظري في الحياة إلى أن يعيشها بكل جوانيها.

## قصة الفيلم
أستاذ تمثيل مسرحي في معهد تمثيل «دكتور محمود» صارم في الالتزام بالمواعيد والنظام في تعامله مع الطلاب في المعهد وزوجته وفي حياته، تسبب ظروف عمله في عودته مبكراً من الإسكندرية إلى المنزل ليكتشف خيانة زوجته، ولكنه يتعامل مع الموقف ببرود ويطلق زوجته ويحمل حقيبته ليقيم مع صديقه وزميله في العمل «دكتور عبده» ليعتزل الحياة لعدة أيام ولكن يجد الحل في تغير أسلوب حياته من خلال التعرف على أشخاص وأماكن جديدة حيث تأخذه قدماه إلى مقهى للمعاشات فيتعرف على روادها ويتبادل معهم الحوار

يتصادف وجود ممثلة ناشئة «هند» في المقهى بالقرب من موقع التصوير، فتتعرف عليه، ثم تطلب من أصدقائها من طلابه حضور أحد محاضراته فيدرك وجودها أثناء تدريب الطلاب على مسرحية هاملت، فتعبر عن رأيها عن مستوى التدريس في المعهد وتسخر من تمثيله المتكلف فوق خشبة المسرح فيقوم بإهانتها وطردها من المحاضرة 

يشعر «دكتور محمود» بعد ذلك بالندم ويفكر في الاعتذار لها من خلال البحث عنها عن طريق أحد طلابه من أصداقائها

## شخصيات الفيلم
- محمود حميدة؛ بدور «دكتور محمود» أستاذ التمثيل المسرحي
- هند صبري؛ بدور «هند» ممثلة ناشئة
- خالد أبو النجا؛ بدور «طارق» صديق «هند»
- عايدة رياض؛ بدور «سعاد» زوجة محمود
- لطفي لبيب؛ بدور «دكتور عبده» صديق وزميل محمود
- راندا البحيري
- محمد خان
- طارق التلمساني
- خيري بشارة
- نبيل عيسى
- هيدي كرم
- محمد علي رزق

## فريق العمل
- إخراج: كاملة أبو ذكري
- قصة وسيناريو: سامي حسام وأحمد الناصر
- إنتاج: جهاز السينما - الشركة المصرية لمدينة الإنتاج الإعلامي
- موسيقي تصويرية: خالد شكري
- مساعد إخراج: منال خالد
- منفذ ديكور: شريف مصطفى - عادل الليثي
- مونتاج: ولاء سعد
- مهندس صوت: حسن أبو جبل

## روابط خارجية
- مقالات تستعمل روابط فنية بلا صلة مع ويكي بيانات